# Мисион Сан Пабло (Истлавакан де лос Мембриљос)
Мисион Сан Пабло (шп. Misión San Pablo) насеље је у Мексику у савезној држави Халиско у општини Истлавакан де лос Мембриљос. Насеље се налази на надморској висини од 1545 м.

## Становништво
Према подацима из 2010. године у насељу је живело 34 становника.

### Хронологија
| Година       | 2000 | 2010 |
| ------------ | ---- | ---- |
| Становништво | 4    | 34   |

### Попис
| # | Индикатор                     | Вредност |
| - | ----------------------------- | -------- |
| 1 | Укупно домаћинстава           | 1        |
| 2 | Укупно насељених домаћинстава | 1        |
| 3 | Величина локације             | 1        |